# Jiangkou (köpinghuvudort i Kina, Jiangxi Sheng, lat 25,96, long 115,13)
Jiangkou är en köpinghuvudort i Kina. Den ligger i provinsen Jiangxi, i den sydöstra delen av landet, omkring 310 kilometer söder om provinshuvudstaden Nanchang. Antalet invånare är 37 182. Befolkningen består av 18 208 kvinnor och 18 974 män. Barn under 15 år utgör 28,0 %, vuxna 15-64 år 63 %, och äldre över 65 år 7,0 %.
Runt Jiangkou är det ganska tätbefolkat, med 166 invånare per kvadratkilometer. Närmaste större samhälle är Luo'ao, 16,2 km öster om Jiangkou. Trakten runt Jiangkou består till största delen av jordbruksmark.
Genomsnittlig årsnederbörd är 1 887 millimeter. Den regnigaste månaden är maj, med i genomsnitt 333 mm nederbörd, och den torraste är oktober, med 17 mm nederbörd.